# 易承聰
易承聰（英語：Angus Yick Shing-chung，1994年7月12日—），泛民主派人士，民主黨成員，前香港荃灣區議會荃灣西選區議員。

## 從政生涯
易承聰接受德國之聲訪問時提到，2014年雨傘革命後受到啟蒙，對香港政治及參選區議員產生興趣。
2018年起，易以民主黨社區主任身份，在荃灣西範圍內，佔該區選民人數70%至80%的麗城花園服務居民。

### 2019年8月5日政見不同人士襲擊事件
2019年8月5日全港多區發生警民衝突，其中荃灣區晚上發生嚴重傷人事件，街上有身穿藍衣和白衣人士手持木棍和刀襲擊示威者及途人。 時任民主黨社區主任暨尹兆堅立法會議員議員助理易承聰曾經到大鴻輝中心對開了解情況，晚上11時目見12輛警方衝鋒車到場，並向其中一名警員解釋事件，只獲警員回覆對此會作調查。 隨後警方未有理會途人指示施襲者的方向，反而向荃新天地方向駛去。
其後警方衝鋒車折返眾安街大鴻輝中心對開，易拍打車窗出示證件向車上警員表明身份，問及警方會否進入大鴻輝中心調查，惟警方回應將會有同事在附近巡邏。 隨後警方於11時37分駛去，易表示留守至8月6日零時35分，未見有警員再出現。
事後易向荃灣警區警民關係科跟進事件，惟警方回覆當晚警員已有行動。易對此不滿並提出質疑，認為警方行動地點並非事發地點，問到「是否以後我們報案荃灣有事，他們跑去柴灣，這就叫有行動了？」。

### 2019年區議會選舉
2019年10月9日，易承聰以民主黨成員身份向選舉事務處遞交提名，參選2019年11月24日舉行的區議會選舉。 2019年10月31日，荃灣民政事務專員、荃灣西選區選舉主任葉錦菁確認易的提名有效，正式成為荃灣西選區1號候選人，對手為時任民建聯議員林琳。 最終易得到4,718票，以1,808票之差擊敗爭取再度連任的林琳（2,910票）當選。
| 政党   | 政党   | 候选人    | 票数  | %     | ±      |
| ------ | ------ | --------- | ----- | ----- | ------ |
|        | 民主黨 | ①. 易承聰 | 4,718 | 61.85 | 不適用 |
|        | 民建聯 | ②. 林琳   | 2,910 | 38.15 |        |
| 多数票 | 多数票 | 多数票    | 1,808 | 23.70 | 不適用 |

### 香港理工大學衝突
2019年11月25日，易以及15名荃灣區候任區議員就理大衝突發表聲明，要求香港特區政府立即命令警方撤離理大現場，允許各人進入校內人道救援，以及即時回應及實行反對逃犯條例修訂草案運動提出的「五大訴求」。 